# فيليبي سيلفا
فيليبي سيلفا (بالبرتغالية: Felipe de Oliveira Silva‏) (28 مايو 1990 في بيراسيكابا في البرازيل – )؛ هو لاعب كرة قدم كان يلعب كلاعب وسط.

## وصلات خارجية
- فيليبي سيلفا على موقع رابطة كرة القدم اليابانية للمحترفين (اليابانية)
- فيليبي سيلفا على موقع قاعدة بيانات كرة القدم.إي يو (الإنجليزية)
- فيليبي سيلفا على موقع Soccerway.com (الإنجليزية)
- فيليبي سيلفا على موقع عالم كرة القدم.نت (الإنجليزية)